# Rosa Yassin Hassan

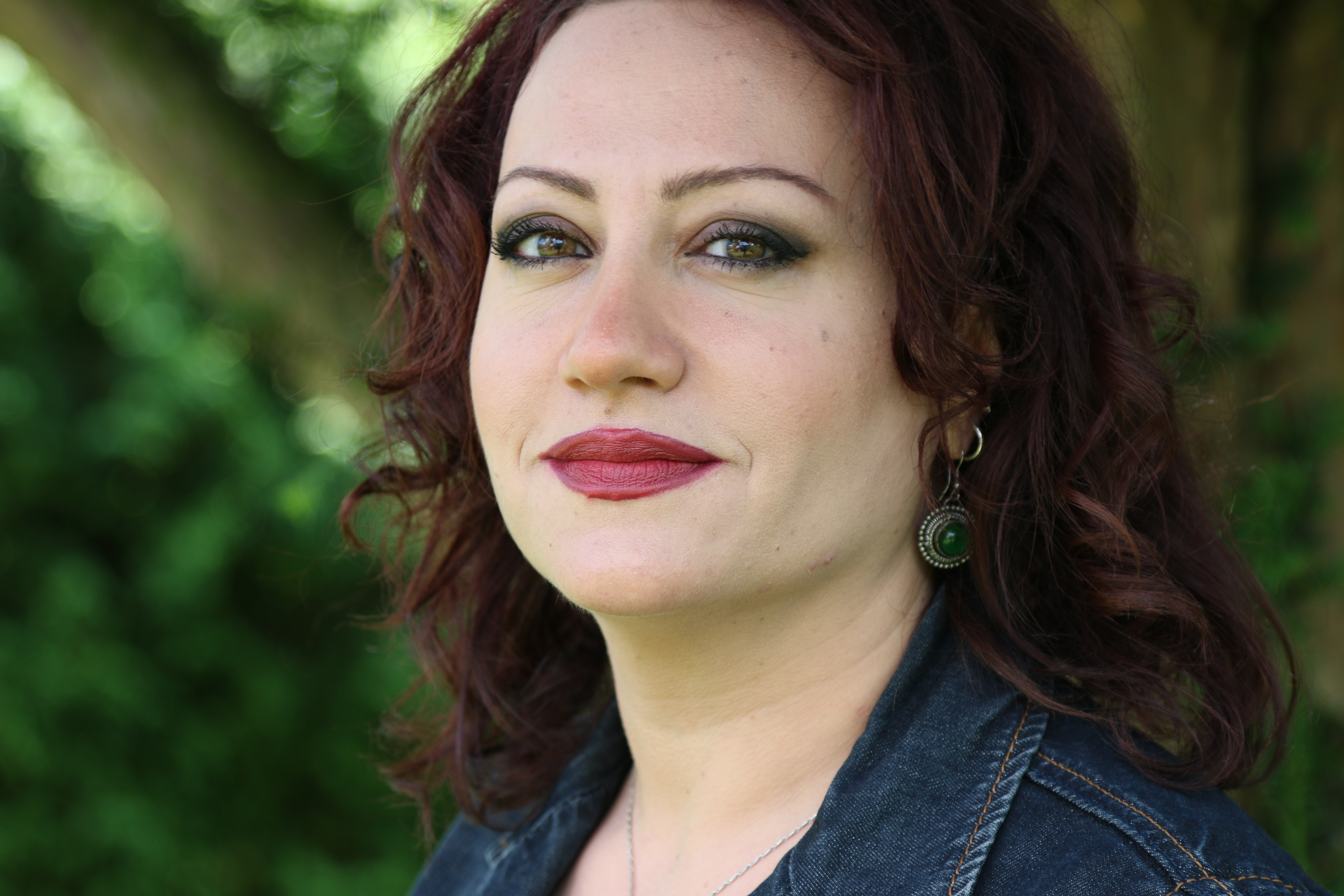
Rosa Yassin Hassan

Rosa Yassin Hassan (arabiska: روزا يسين حسن), född i Damaskus 1974, är en syrisk författare. Hon gav ut sin första novellsamling 2000, och sin första roman, Abanos ("Elfenben"), 2004. 2008 gav hon ut romanen "Negativ", om kvinnliga politiska fångar i Syrien. Hennes tredje roman, Hurras al-Hawa'a ("Luftens väktare"), kom 2009. Yassin Hassan var en av de 39 arabiska författare under 40 år som valdes ut till antologin Beirut 39, huvudprojektet när Beirut var Unescos bokhuvudstad 2009. Romanen Abanos har översatts till tyska (Ebenholz, 2010).
Yassin Hassan tog arkitektexamen 1998. Hon är aktiv inom kvinnorörelsen och var med och grundade rörelsen "Kvinnor för demokrati".